# Ahmed Mghirbi
Ahmed Mghirbi, né le 17 juin 1946 à La Manouba et mort le 16 mars 2021, est un footballeur tunisien, jouant au poste d'arrière central ou de libéro, devenu par la suite entraîneur.
Durant sa carrière de footballeur, il joue au Stade tunisien et au sein de la sélection nationale tunisienne. Il est soulier d'or durant la saison 1971-1972.
Il est également consultant sportif sur la chaîne de télévision Nessma et sur la télévision nationale tunisienne.

## Carrière

### Clubs
- 1958-1965 : Stade tunisien, catégories jeunes
- 1965-1975 : Stade tunisien, seniors

Durant son parcours, il joue 228 matchs en championnat (quatre buts) et 36 en coupe de Tunisie (trois buts).

### Équipe nationale
Il dispute son premier match international le 18 décembre 1966, contre l'équipe de Yougoslavie (2-1) ; son dernier match international a lieu le 16 novembre 1972, contre l'Algérie (1-2). Il totalise 34 sélections.

### Équipes entraînées
- 1976 : Stade tunisien
- 1976-1977 : Club sportif de Menzel Bouzelfa
- 1978-1979 : Olympique de Béja
- 1980-1986 : Club sportif des cheminots
- 1988-1989 : Olympique de Béja
- 1989-1990 : Club sportif des cheminots
- 1991, 1992, 1995-1996 et 2003 : Stade tunisien
- 2001 : Olympique de Béja

## Palmarès

### Joueur
- Coupe de Tunisie :
  - Vainqueur : 1966
- Jeux méditerranéens :
  - Médaillé d'argent : 1971

### Entraîneur
- Coupe de Tunisie :
  - Vainqueur : 2003

## Sources
- Mohamed Kilani, « Ahmed Mghirbi : dans la lignée des grands », dans Guide-Foot 2003-2004, Tunis, Imprimerie des Champs-Élysées, 2003 (ISBN 9973-51-185-9), p. 39-40.